# Ali Benhalima
Ali Benhalima, né le 21 janvier 1962 à Oran, est un footballeur international algérien. Il jouait au poste de défenseur.
Il compte 26 sélections en équipe nationale entre 1986 et 1992.

## Palmarès

### En club
- Vice-champion d'Algérie en 1990 avec le MC Oran
- Finaliste de la Ligue des Champions de la CAF en 1989 avec le MC Oran
- Champion d'Espagne de D2 en 1993 avec l'UE Lleida

### Avec l'équipe d'Algérie
- Vainqueur de la Coupe d'Afrique des nations 1990
- Vainqueur de la Coupe afro-asiatique des Nations en 1991
- 1er tour de la Coupe du monde de futsal de 1989

## Distinctions personnelles
- Membre de l'équipe type de la Coupe d'Afrique des nations : 1990